# Équipe du Portugal féminine de handball
Maillots
L'équipe du Portugal féminine de handball représente la fédération portugaise de handball lors des compétitions internationales. Elle n'est toutefois parvenue à se qualifier à une seule d'entre elles, un championnat d'Europe disputé en 2008 et terminé 16e place.

## Joueuses
- Alexandrina Barbosa : arrière jusqu'en 2009, naturalisée espagnole depuis 2012
- Daniela Pereira : gardienne de but, internationale depuis 2008
- Ana de Sousa : arrière